# NGC 889
NGC 889 je galaksija u zviježđu Feniks.

## Vanjske poveznice
- SEDS: NGC 889